# گرابانوو
گرابانوو (به لهستانی:  Grabanów) یک روستا در لهستان است که در گمینا بیاوا پودلاسکا واقع شده‌است. گرابانوو ۲۷۰ نفر جمعیت دارد و ۱۵۵ متر بالاتر از سطح دریا واقع شده‌است.